# 반여고등학교
반여고등학교(盤如高等學校)는 대한민국 부산광역시 해운대구 반여동에 있는 공립 고등학교이다.

## 학교 연혁
- 2003년 12월 16일 : 반여고등학교 24학급 설립 인가
- 2004년 3월 1일 : 초대 권승한 교장 취임
- 2004년 3월 4일 : 개교 및 제1회 입학식(8학급 291명)
- 2004년 3월 8일 : 건물 준공(교사 면적 3,680m2, 운동장 4,550m2)
- 2007년 2월 20일 : 제1회 졸업식(8학급 292명)
- 2008년 3월 1일 : 부산광역시교육청 지정 학력신장 연구학교 운영(～2009. 2. 28)
- 2009년 3월 2일 : 타 기관 요청 과제 부산광역시교육청 저작권교육 정책 연구학교 운영(~2011.2.)
- 2014년 3월 1일 : 교육부 지정 선진형 교과교실제 운영( ~2017. 02. 28)
- 2016년 11월 28일 : 미술교과 중점학급 및 자율학교 지정(2017.3.1.~2020.2.29.)
- 2017년 3월 1일 : 제6대 서강태 교장 취임
- 2017년 4월 5일 : 씨름부 창단
- 2018년 2월 3일 : 급식실 및 방송실 현대화 공사 준공
- 2019년 2월 12일 : 제13회 졸업식 (252명, 누계 3,767명)
- 2024년 2월 7일 : 제18회 졸업식(150명)

## 참고 자료
- 반여고등학교 - 한국교육학술정보원 학교알리미